# Пут у Индију (роман)
Пут у Индију (eng. A Passage to India) је роман енглеског писца Е. М. Форстера из 1924. године у периоду када се ближио крај енглеског колонијалног присуства у Индији. Роман описује неке сукобе које су се у тим последњим годинама колонизације дешавале излеђу индијског народа и колонијалне владе. 
Роман је заснован на Форстеровим искуствима током боравка у Индији, а наслов дела потиче од имена песме коју је 1870. године написао песник Волт Витман.
Исте године кад је изашао, роман осваја James Tait Black Memorial Prizes награду за књижевност, а Тајм часопис роман увршћује у 100 најчитанијих новела свих времена.
Роман је сем на поглавља подељен и на три дела који носе имена Џамија, Пећина и Храм. Ове поделе уједно представљају и годишња доба у Индији, па се тако џамија одиграва за време зиме, пећина током лета, а храм током кишне сезоне.
Први део говори о архитектури града и његовом опису, као и британским ликовима у делу коју су фокус приче.
Други део романа је уједно и врхунац дешавања који говори о узаврелим емоцијама током суђења и немирима у заједници, док трећи део у складу са хиндуистичким принципом јединства свих ствари пружа помирење, а кишни период спира хаос из претходног дела.
Прича прати четири лика: доктора Азиза, његовог британског пријатеља Сирила Филдинга, госпођу Мур и госпођицу Адел, током пута у фиктивну пећину Марабар кад се Адел успаничила и побегла под предпоставком да је доктор Азиз хтео да је нападне, иако он у том тренутку није био у њеној близини. Даљи ток Азизовог суђења доводе до пораста тензија између индијаца и британаца током колонијалног доба. 

## Синопсис

### Долазак
Аутор град описује као једноличан, где не постоји ништа нарочито за видети, никада није био ни велики, ни леп, са непријатним улицама и неупечатљивим храмовима.
Млада британска учитељица Адела Квест и њена пријатељица госпођа Мур посећују измишљени град Чандрапур у Британској Индији који се налази на реци Ганг, током колонијалног периода, а Адела треба да одлучи да ли жели да се уда за сина госпође Мур, Ронија који је градски судија.
У међувремену доктор Азиз, млади индијски муслимански лекар вечера са двојицом својих пријатеља и уз наргилу причају о томе да ли је могуће бити пријатељ са Енглезима који су већином непријатељски настројени. 
Касније Азиз одлази у своју омиљену џамију и примећује чудну енглескињу са којој игром случаја остварује неку комуникацију и растају се као пријатељи. Он је чак и прати до клуба да не би ноћу пролазила сама улицама града.
Госпођа Мур након доласка у британски џентлмен клуб и препричава своје искуство у џамији. Рони прво мисли да прича о неком енглезу ког је срела, али постаје непријатно изненађен кад сазна чињенице, док је Адела била фасцинирана.

### Окупљање
С обзиром да су придошлице изразиле жељу да упознају локалце господин Туртон, градски порезник позива најутицајније локалце у граду на забаву у своју кућу. Забава није била баш најпаметнији потез због нетрпељивости британаца ка индијцима. Адел је током забаве упознала Сирила Филдинга, директора државног колеџа за индијце у Чандрапуру, а он њу и госпођу Мур позива на чајанку са њим и браманским професором Годболом. Адел и даље памти причу госпође Мур о доктору са којим је водила конверзацију и на њену молбу он позив упућује доктору Азизу.

### Филдингова чајанка
На чајанки се сви добро проводе и забављају разговарајући о Индији и култури, а Азиз и Филдинг постају пријатељи. Азиз обећава госпођи Мур и госпођици Адел да ће са њима обићи Марабар комплекс пећина као једину занимљивост у граду и широј околини, који се налази на неких 30 километара од града. Чајанки се придружује судија Рони и затиче Адел без пратње и својим понашањем прекида забаву.
Убрзо после тога Азиз организује излет до пећина који је био обећао, а Филдинг и Годбол закасне и пропусте воз који их је возио до дестинације, па на крају одлази само Азиз са женама.

### Марабар пећине
Азиз и жене истражују пећине, а у једној од пећинских дворана госпођу Мур обузима клаустрофобија. Такође јој је веома непријатно због еха и звукова који се стварају њиховим кретањем, па она одустаје од истраживања. Адела и Азиз се уз пратњу водича пењу до горњих пећина.

### Аделина илузија
У пећини Азиз заостаје, а када излази испред затиче водича самог који каже да се Адел сама упутила у неки део и да не зна где је. Тад Азиз покушава да је нађе и успут открива Аделине наочаре које ставља у џеп. Убрзо излази и затиче Аделу како разговара са другом енглескихом испред пећине, госпођицом Дерек која је стигла са Филдингом колима. Азиз им се придружује и поздравља Филдинга, а госпођице Дерек и Адел одлазе без објашњења. Филдинг, Госпођа Мур и Азиз се враћају возом у Чандрапур. Тад Азиз сазнаје да се Адел повредила приликом изласка из пећине.

### Азизово хапшење
На железничкој станици по повратку у Чандрапур Азиза хапсе и оптужују за секлуално злостављање Аделе у пећини. Убрзо почиње суђење током кога се испољавају расне тензије између британаца и индијаца. Адел тврди како је Азиз покушао да је зграби док су били у пећини, а да е она одбранила гађајући га наочарима. Једини доказ британаца је био тај што је Азиз имао теренске наочаре које је нашао у пећини током потраге. Британци верују у Азизову кривицу и бивају запањени и зачуђени кад Филдинг изјави да верује у Азизову невиност. Филдинга британци сматрају издајником, док га индијци који напад сматрају осмишљеном преваром поздрављају и уважавају.

### Мистерија Мурове
Током целог процеса госпођа Мур је раздражљива и има уверење да је Азиз невин, али ништа не чини како би му помогла. Судија Рони узнемирен тврдњама своје мајке да је Азиз невин организује њен повратак бродом у енглеску како она не би могла да сведочи на суђењу. Због слабог здравља и додатних стресова око целе ситуације она умире током путовања бродом, а њено одсуство постаје главно питање и тачка спотицања пошто је Азизова одбрана тврдила да би њено сведочење доказало невиност оптуженог.

### Суђење
Адела кад су се слегле страсти и смириле тензије размишљајући о свему постаје збуњена и више није сигурна у Азизову кривицу. На суђењу јој постављају питање да ли је Азиз сексуално напао, али се испоставља да је Адела док је била у пећини доживела шок, сличан као и госпођа Мур. Одјеци и ехо су је толико узнемирили да је погрешно протумачила дешавања и свој шок испољила као мисао да је Азиз напао. Она птизнаје да је погрешила и погрешно протумачила ствари због шока и случај се одбацује. 

### Последице суђења
Судија Рони због целе ситуације раскида веридбу са Адел и она остаје у Филдинговој кући док се не договори њен полазак бродом за Енглеску. Она тад њему објашњава да је ехо у пећини узрок свега што се десило и што је она протумачила погрешно ствари. Убрзо она одлази бродом назад у Енглеску, а Азиз се љути на Филдинга што се спријатељио са Адел иако му је она умало уништила живот. Филдинг убеђује Азиза да не тражи новчану одштету од ње, а и он сам убрзо одлази назад у Енглеску. Азиз верује да је отишао назад да би се оженио са Адел због њеног новца и због тога је оговрчен због издаје. Тад се заклиње да више никад неће да се спријатељи са белим особама, поготово Енглезима. Азиз се потом сели у измишљену хиндуистичку државу Мау и почиње нови живот.

### На Мауу
Две године касније се Филдинг враћа назад у Индију са супругом Стелом, ћерком госпође Мур из другог брака. Азиз је сада главни Раџин лекар и поново се спријатељује са Филдингом. И поред тога не одустаје од свог сна о слободној и уједињеној Индији. У последњим реченицама у роману он појашњава да Филдинг и он не могу да постану прави пријатељи док год Индија не постане независна од британске владавине.

### Анализа ликова
Доктор Азиз - млади муслимански лекар који ради у британској болници у Чандрапуру. Већином се ослања на интуицију, мање на логику и доста је емотиван. Емоције су његов проблем и несдостатак због неспособности да посматра неку ситуацију без емоција, за шта Форстер сугерише да је типична потешкоћа индијаца. Након суђења ствара одбојност према Енглезима.
Сирил Филдинг - 45- огодишњи, неожењени британски директор државног колеџа за индијце. Пун поштовања и толеранције према индијцима иако не може да схвати свакодневну збрку у Индији, Спријатељује се са Азизом, али их раздвајају културолошке и расне разлике, као и лични неспоразуми. 
Адела Квест - млада британска учитељица која долази у Индију да би упознала Ронија, сина њене пријатељице и удала се за њега. Интелигентна и поштена, али и расејана.
Госпођа Мур - мајка судије Ронија Хислопа, сина из првог брака. Долази у индију како би упознала сина са Адел и организовала веридбу. Има пуно поштовања према индијцима и њиховим обичајима и вери.
Рони Хислоп - британски градски судија у Чандрапуру који као и његови сународници дели мнгое стереотипе и погрдне ставове о индијцима. Раскида веридбу са Адел након што она повлачи тужбу против Азиза јер сматра да је то издаја британаца тим поступком.

## Адаптације дела
1984. године излази историјска филмска драма режисера Дејвида Лина рађена по књизи, који осваја награде у више категорија на разним филмским фестивалима.
Сем филма одрађено је и неколико позоришних комада инспирисаних овим романом.